# مقاطعة نيكولاس (فرجينيا الغربية)
مقاطعة نيكولاس هي مقاطعة في فرجينيا الغربية، تتبع فيرجينيا الغربية، بلغ عدد سكانها 26٬233  نسمة، في 2010، عاصمتها سمرسفيل، تبلغ مساحتها 1٬695 كيلومتر مربع.

## الموقع
تشترك في الحدود مع:
- مقاطعة براكستون (فرجينيا الغربية)
- مقاطعة فاييت (فرجينيا الغربية)
- مقاطعة كلاي (فرجينيا الغربية)
- مقاطعة غرينبريه (فرجينيا الغربية)
- مقاطعة وستر (فرجينيا الغربية)
- مقاطعة كاناوا (فرجينيا الغربية).